# Primer
Primer [prajmr] je řetězec nukleové kyseliny DNA, RNA nebo proteinu dlouhý několik bází, nebo aminokyselin v případě proteinů, který slouží jako počáteční místo replikace DNA či RNA. Bez primeru by enzym DNA polymeráza nebyl schopen začít syntézu nového řetězce.
V eukaryotických i prokaryotických buňkách se při replikaci buněčné DNA využívá RNA primer, zatímco některé viry mohou používat ke své replikaci i DNA nebo proteinový primer. V molekulární biologii jsou nejčastěji používány DNA primery.

## Funkce primeru
Při duplikování jaderné DNA vzniká primer aktivitou enzymu primázy, která vytváří krátký řetězec RNA. Primer je potřebný proto, že enzym, který katalyzuje replikaci - DNA polymeráza - umí pouze přidávat nukleotidy k již existujícímu řetězci. Primer je posléze odstraněn a nahrazen vlastní sekvencí DNA.

## Syntetické primery
Syntetické primery se nejčastěji využívají pro polymerázovou řetězovou reakci. Jsou to oligonukleotidy (jednovláknové řetězce nukleové kyseliny dlouhé nejvýše několik desítek bází), které jsou komplementární k cílovému místu DNA.
V současné době jsou primery komerčně dostupné, a to buď jako předpřipravené, nebo syntetizované na zakázku.